# 浙江大学医学院附属口腔医院
浙江大学医学院附属口腔医院，又名浙江省口腔医院，是附属于浙江大学医学部的一所三级甲等医院。老的湖滨总院位于杭州市延安路395号，新建的华家池总院（浙江大学口腔医学中心）位于秋涛北路166号。华家池分院位于凤起路浙江大学华家池校区南大门（凤起东路73号），城西分院位于萍水路333号。它是浙江省口腔医疗、科研、教学和预防指导中心。

## 简介
1982年浙江医科大学附属口腔门诊部挂牌，1999年8月浙江大学医学院附属口腔医院落成投入运营。
医院设有牙体牙髓科、牙周科、口腔颌面外科、口腔修复科、口腔正畸科、口腔种植科、综合科、口腔病理科和特需门诊等临床科室，以及放射科、口腔技工中心等辅助科室。
2005年、2009年口腔医学学科综合实力位居全国第五。医院拥有1个一级博士点，2个硕士点和1个博士后流动站。还与美国、德国、日本、瑞士和香港等地的不少医院、学院建立了交流合作关系。并且也为外院的医生、学生提供进修、实习机会。
2013年3月26日，位于萍水路333号新武林商业中心内(1-3层)的口腔医院城西分院开业，总业务用房面积2796平米，设37张口腔综合治疗椅，有口腔综合科、口腔正畸科、儿童口腔科、口腔种植科和VIP诊疗间。毗邻城西银泰城和万家花城小区。
2020年12月19日，位于秋涛北路166号的浙医附属口腔医院华家池总院（浙江大学口腔医学中心）正式启用。地处秋涛北路与昙花庵路交叉口，秋石高架东侧，毗邻浙大华家池校区。华家池总院占地面积13.45亩，建筑面积5.16万平米，有320台综合诊疗椅、120张床位，集医疗、科研、教学、保健预防为一体。

## 医学中心
- 浙江省口腔医疗质控中心
- 浙江省口腔卫生指导中心
- 浙江省正畸指导中心
- 浙江省口腔种植技术指导中心
- “国家生物医用材料工程技术中心/种植中心”分支机构

## 交通
乘坐以下公交车可到达：
延安新村站
Y8、J12、K251(区间)、K216、K221(夜间线)、12/K12、K188、270/K270、观光6线、K517(区间)、K900、801、13/K13、K95、K92、251(夜间线)、K219(夜间线)、K517、201(夜间线)、56、55、105、290、130、106、355路。
延安路口
21/K21、K199、14/K14、13/K13、K219(夜间线)、201(夜间线)、537、K72、5/K5、301、78路。
长寿桥
279、K221(夜间线)、K206、14/K14、102、826/K826路。